# Ministrstvo za turizem in šport Republike Hrvaške
Ministrstvo za turizem in šport Republike Hrvaške (hrvaško Ministarstvo turizma i sporta) je ministrstvo hrvaške vlade, ki je zadolženo za razvoj turizma in Šport.